# Diocèse de Bristol
Le diocèse de Bristol est un diocèse anglican de la Province de Cantorbéry. Il s'étend sur le South Gloucestershire et sur le nord du Wiltshire jusqu'à Swindon. Son siège est la cathédrale de la Sainte-et-Indivisible-Trinité de Bristol.
Un premier diocèse de Bristol est créé en 1542, puis fusionné au diocèse de Gloucester en 1836 pour former le « diocèse de Gloucester et Bristol ». L'actuel diocèse de Bristol a été recréé en 1897.
Il se divise en deux archidiaconés :
- Bristol,
- Malmesbury.